# Eulasia chrysopyga
Eulasia chrysopyga är en skalbaggsart som beskrevs av Franz Faldermann 1835. Eulasia chrysopyga ingår i släktet Eulasia och familjen Glaphyridae. Inga underarter finns listade i Catalogue of Life.